# 佐野之渡站
佐野之渡站（日语：／ Sano-no-Watashi eki */?）是位於群馬縣高崎市上佐野町，屬於上信電鐵的上信線車站。

## 概要
此站是因應當地的要求下而設置的請願站。上信電鐵在2014年（平成26年）2月1日至28日向群馬縣內的小中學生公開招募車站名稱，以及入口門、站名牌、月台欄柵的設計。同年5月21日，上信電鐵發表站名和設計，並在22日舉行頒獎典禮。站名取自於車站附近烏川中的渡船。
此站的入口門使用了渡船，站名牌則使用上信電鐵DeKi1形電氣機車，紙板圖畫是能的演目（謠曲）《鉢木》的圖案。

## 歷史
- 2014年（平成26年）12月22日 - 車站啟用[2]。當初計劃在10月啟用[3][5]。

## 車站構造
此站是地面車站，設有1面1線的單式月台。月台上設有上蓋候車室。此站設有站前廣場、多用途廁所、單車停泊處和接送專用迴旋路。

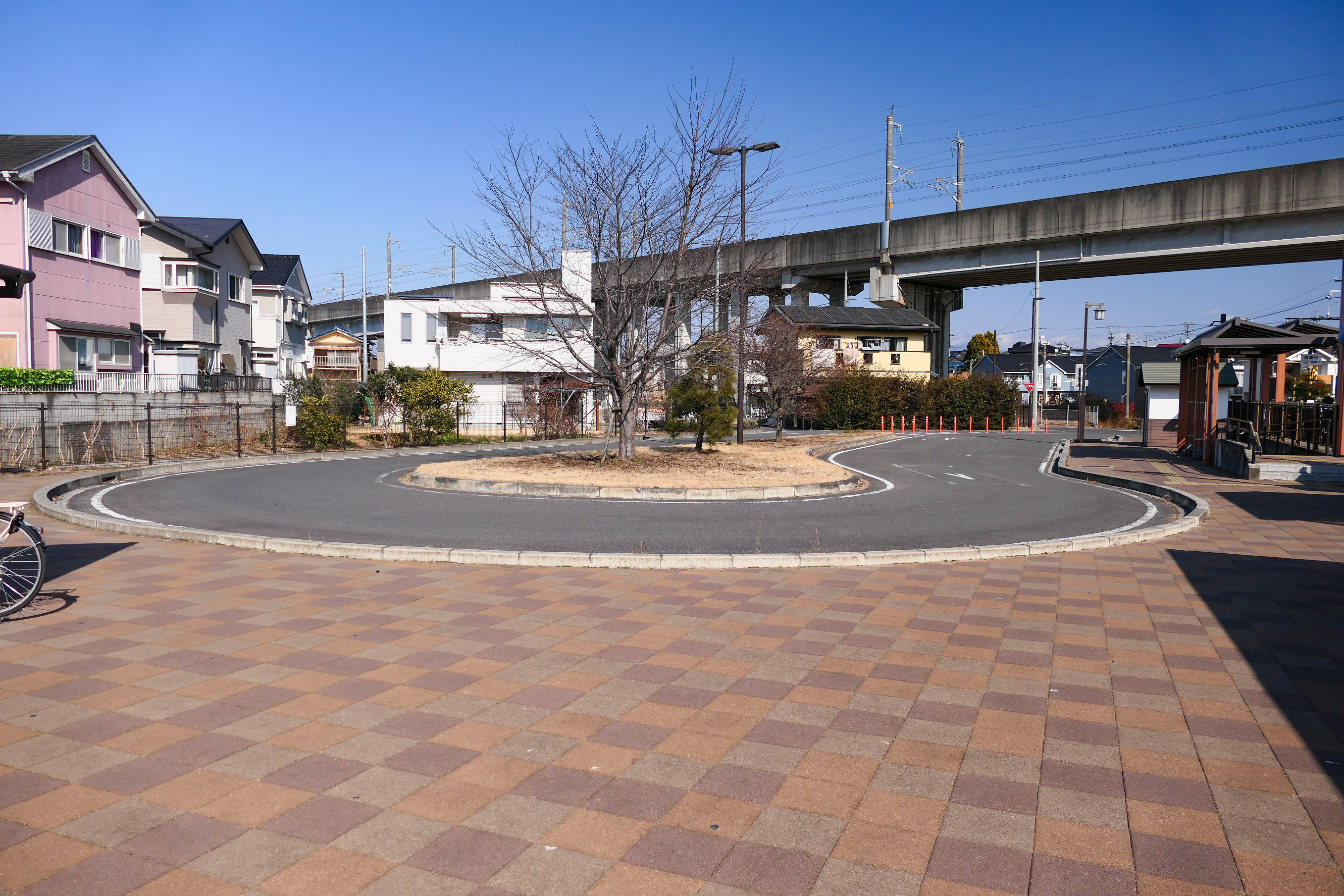
站前迴旋路（2025年2月）
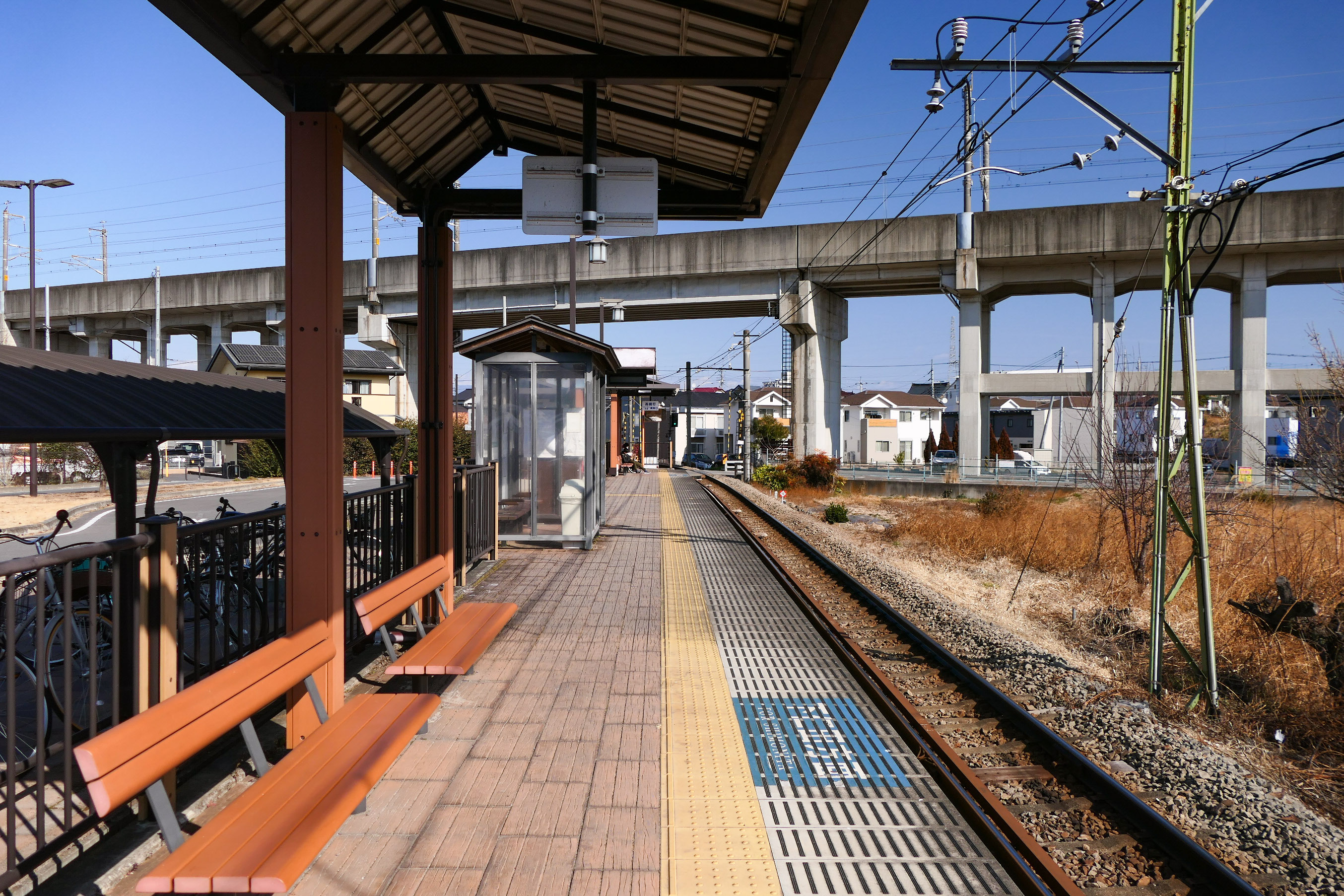
月台（2025年2月）

## 使用狀況
根據「高崎市統計季報」，在2017年度1日平均乘車人次為102人。
| 年度   | 1日平均 乘車人次 |
| ------ | ---------------- |
| 2014年 | 49               |
| 2015年 | 69               |
| 2016年 | 87               |
| 2017年 | 102              |
| 2018年 | 125              |

## 車站周邊
- 烏川（日语：烏川 (利根川水系)）
- 佐野橋（日语：佐野橋）
- 常世神社 - 與《鉢木》和佐野源左衛門常世（日语：佐野源左衛門）有關的神社。
- 定家神社 - 祭祀藤原定家的神社。
- 漆山古墳

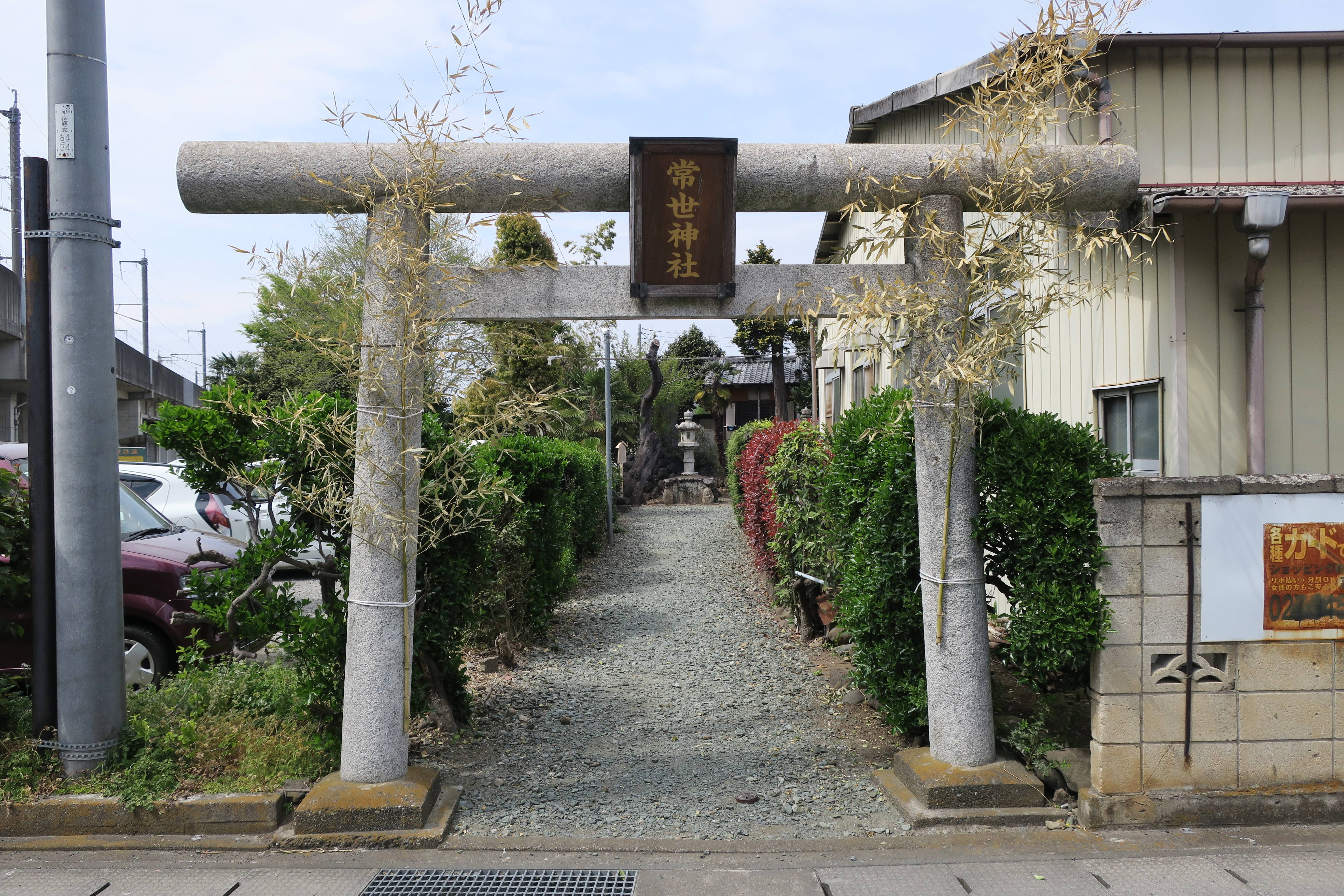
常世神社
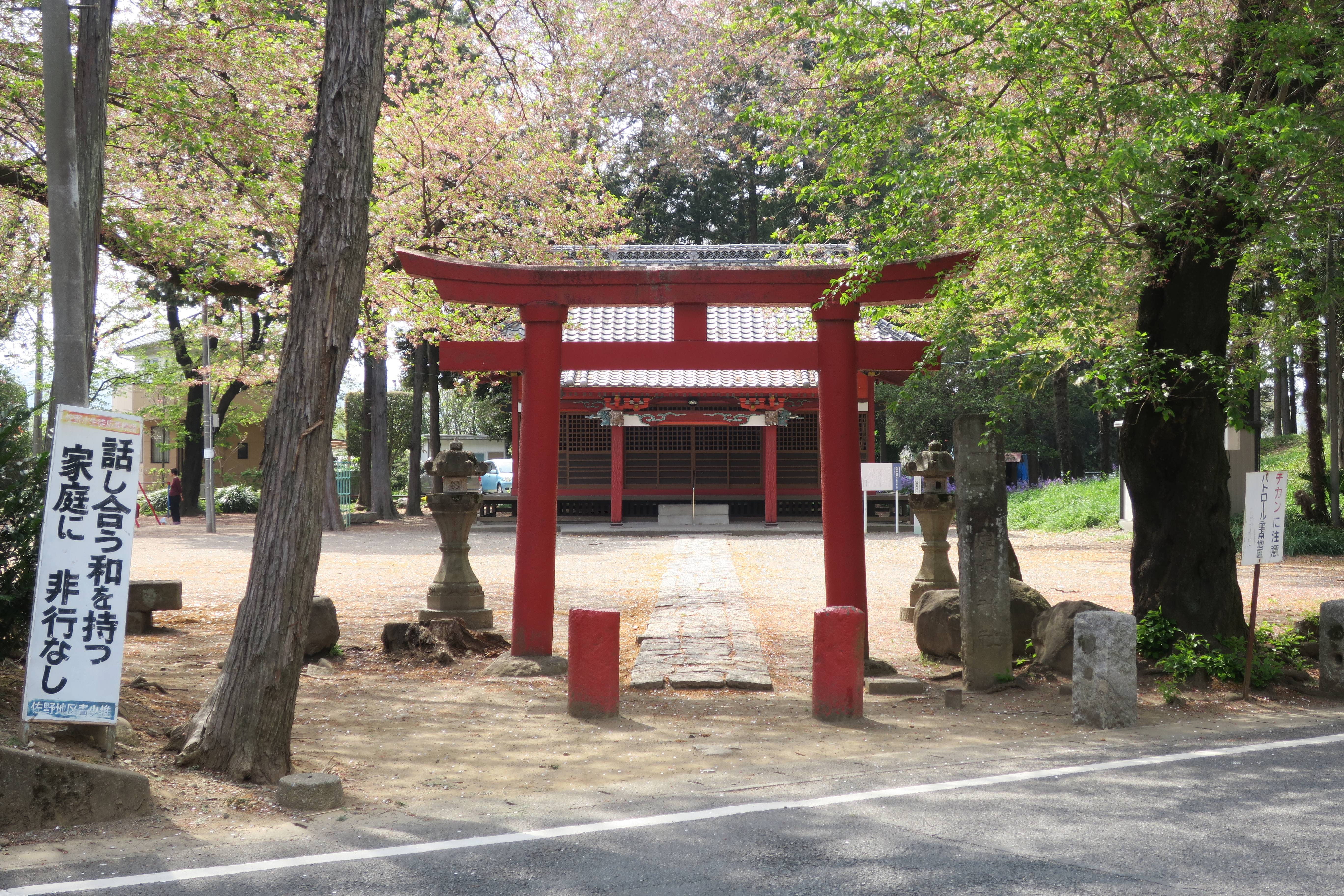
定家神社
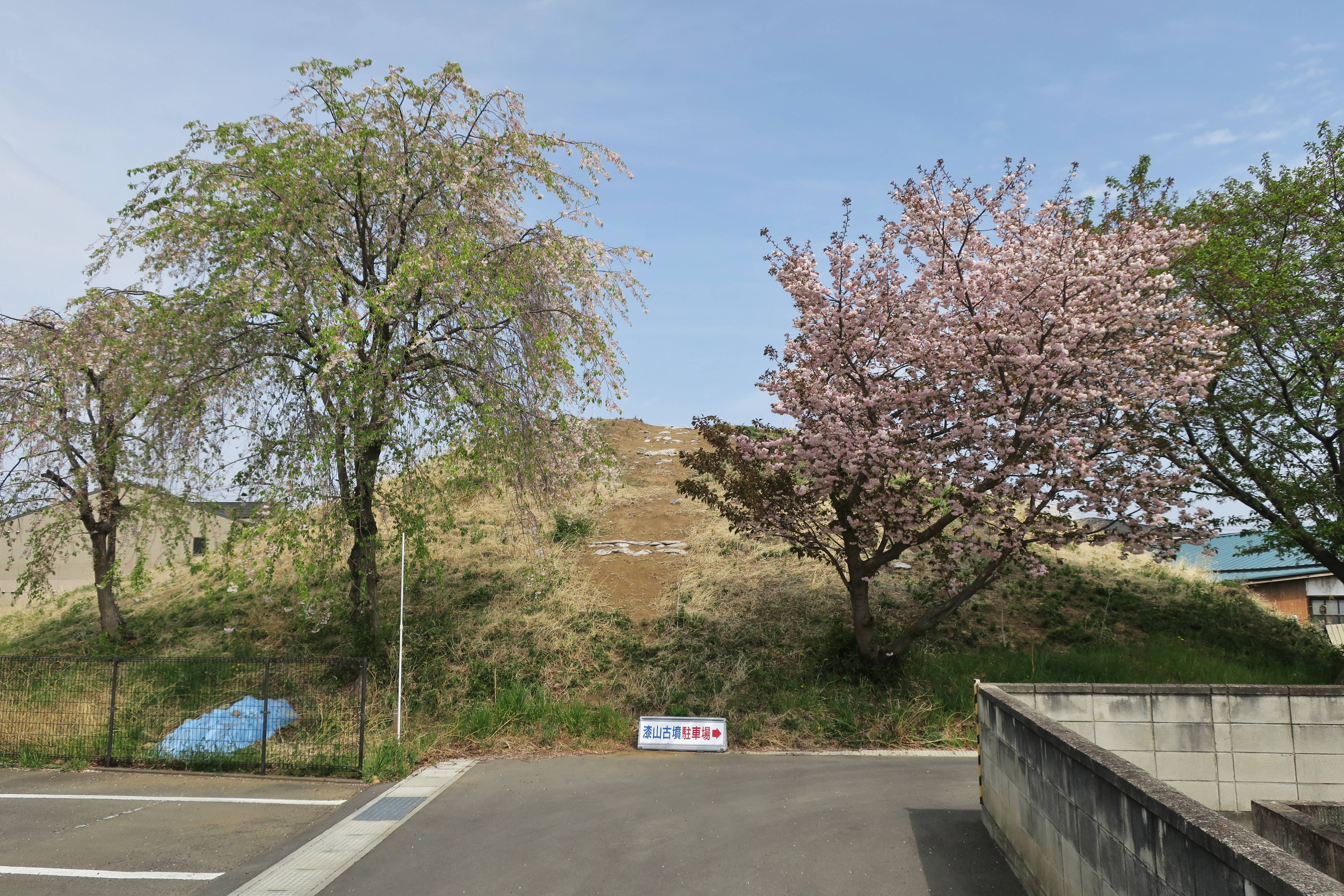
漆山古墳

## 相鄰車站
上信電鐵
上信線
南高崎－（佐野號誌站）－佐野之渡－根小屋

## 注腳
1. 1 2 3  . 高崎市.   [2014-05-23]. （原始内容存档于2014-05-24） （日语）.
2. 1 2 3 4   (新闻稿). 上信電鉄. 2014-11-20  [2014-11-21]. （原始内容存档于2014-11-29） （日语）.
3. 1 2 3 4  . 朝日新聞. 2014-05-23  [2014-05-23]. （原始内容存档于2014-05-23） （日语）.
4. 1 2 3  . MSN産経ニュース. 2014-05-23  [2014-05-23]. （原始内容存档于2014-05-23） （日语）.
5. 1 2  . 高崎新聞. 2014-01-21  [2014-05-23]. （原始内容存档于2014-02-01） （日语）.
6. 1 2  . 上毛新聞. 2014-05-22  [2014-05-23]. （原始内容存档于2014-05-24） （日语）.
7. ↑  高崎市統計季報

## 外部連結
- 佐野之渡 | 上信電鐵株式會社 （页面存档备份，存于）（日語）